# Enceinte de Vianne
L'enceinte de Vianne est un ensemble de vestiges de fortifications d'agglomération situé sur la commune de Vianne, dans le département français de Lot-et-Garonne, en France.

## Historique
La bastide de Vianne est une bastide anglaise fondée le 22 novembre 1284 par Jean de Grailly, sénéchal d'Agenais, au nom du roi d'Angleterre Édouard Ier, seigneur d'Agenais en 1279 par le traité d'Amiens, en paréage avec le seigneur du lieu, Jourdain de l'Isle, chevalier, dit le Jeune, seigneur du château de Mongaillard.

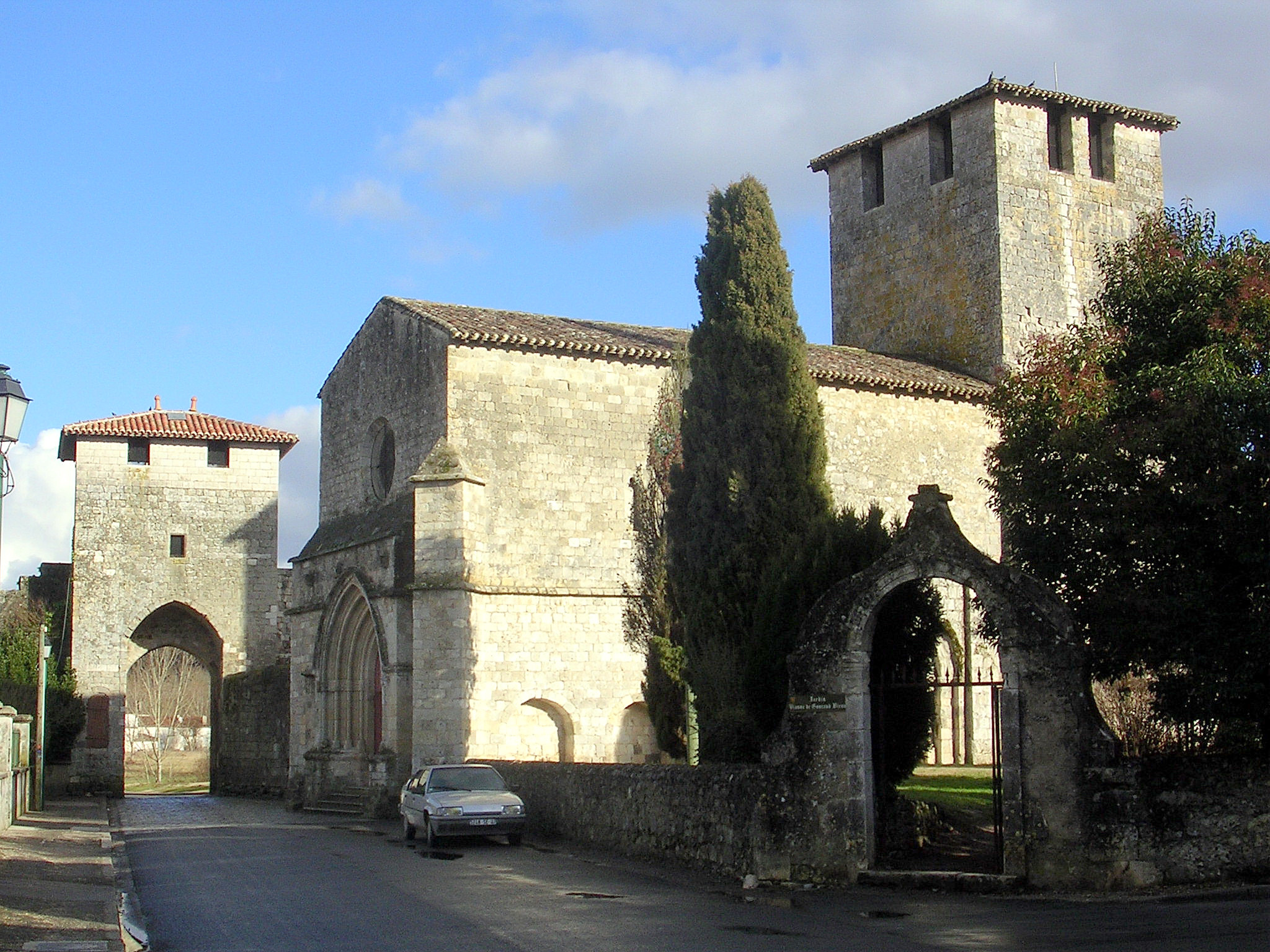
L'église Saint-Christophe de Vianne, ancienne église Sainte-Marie de Villelongue, et la porte est

Le village de Villelongue et son église romane Sainte-Marie se trouvait dans la juridiction ou de l'honneur du château de Mongaillard. La bastide de Vianne a été fondée autour de l'église de Villelongue et a englobé le village. Elle a été implantée en rive gauche de la Baïse, à l'intersection de deux routes, celle de Mongaillard à Limon et l'autre, de Lavardac au château de Trenqueléon.
Vianne de Gontaut-Biron est la fille aînée de Vital de Gontaut, petite-fille d'Henri de Gontaut, seigneur de Biron, de Badefol, de Bigaroque, et autres lieux, mort en 1222. Vianne de Gontaut-Biron a été mariée avec Amanieu VI d'Albret, sire d'Albret, seigneur de Nérac, mais séparée de lui par une bulle du 22 septembre 1268 sous un prétexte dont elle prouva la fausseté. Elle est morte le Z2 février 1280/1281. En mars 1275, Guillaume-Raimond IV de Pins a obtenu la mainlevée sur les châteaux de Mongaillard, Gontaut et Pujols au profit de Vianne de Gontaut-Biron. Cette dernière avait donné le château de Mongaillard à son neveu Jourdain V de l'Isle en 1271.
En novembre 1284, le sire d'Astaffort donne à Jean de Grailly et Jourdain V de l'Isle une terre dans la paroisse de Villelongue en présence de Guillaume-Garcie de Pins, chevalier, frère de Guillaume-Raimond IV.
Le fief de Mongaillard n'appartenait pas entièrement à Jourdain de l'Isle car dans l'hommage du 22 novembre 1286 que rend Guillaume-Arnaud de Padern ou de Padiern, il reconnaît posséder du seigneur d'Agenais tout ce qu'il possédait à Montgaillard.
Jourdain de l'Isle donna par le traité passé à Mongaillard le 22 novembre 1284 à Jean de Grailly, sénéchal d'Agenais pour le roi d'Angleterre, et à Guillaume Durand notaire à Agen, qui l'acceptent au nom du roi d'Angleterre, duc de Guyenne, tout le territoire qui va de la rive de la Baïse jusqu'aux rochers de Mongaillard, et depuis la terre de Bellus de Cazenove jusqu'aux fiefs du roi à Lavardac. Ces terres et la bastide sont communs au roi et à Jourdain de l'Isle et ses héritiers. La haute justice appartient exclusivement au roi. La moyenne et basse justice appartiennent conjointement aux deux parties. Jean de Grailly s'est engagé à faire ratifier le traité par le roi d'Angleterre.
Édouard Ier, par la grâce de Dieu, roi d'Angleterre, seigneur d'Irlande, duc de Guyenne, étant à Valence en juin 1286, donne des coutumes aux habitants de la bastide de Vianne en Agenais. Jourdain de l'Isle avait choisi de donner le nom de Vianne à la bastide et non celui du village de Villelongue pour perpétuer le souvenir de sa tante Vianne de Gontaut-Biron qui lui avait fait don du château de Mongaillard, donc de l'emplacement de la nouvelle bastide.
Le 14 novembre 1286, Bernard d'Astaffort, chevalier, reconnaît tenir du seigneur d'Agenais ce qu'il possède dans la paroisse Sainte-Marie de Villelongue, selon l'ancienne dénomination, et dans la paroisse de Florac. Il fait de même pour ce qu'il possède dans le château de Mongaillard.
L'organisation de la bastide comprend six consuls et deux chevaliers, qualifiés d'écuyers de la dite bastide. Le 22 novembre 1286, ils prêtent serment de fidélité et reconnaissent devoir le service militaire au roi d'Angleterre.
Une lettre du 16 avril 1289 précise qu'on doit construire dans ce lieu une bastide sur le territoire de la paroisse de Villelongue. Cette lettre précise douze stipulations.
Jourdain de l'Isle a fait construire le premier moulin sur la Baïse en 1287.
L'enceinte de la bastide avec ses tours a pu être réalisée au début du XIVe siècle, avant le début de la guerre de Cent Ans, en 1337. On constate l'absence de mâchicoulis. L'enceinte englobe l'ancienne église romane de Villelongue.
En 1303, le baile nommé par le roi d'Angleterre et celui désigné par Jourdain de l'Isle, quatre consules et les habitants de Vianne ont rédigé un règlement de police pour l'entrée du vin, les provisions du marché, les boucheries, les vols, etc.
Jourdain de l'Isle a dévasté le prieuré de Vianne, lequel était placé sous la protection du roi de France, en 1313 à la suite d'une querelle avec des moines. Il a empalé deux sergents du roi venu l'arrêter. Pour ce fait, il a été exécuté sur ordre du roi Charles IV le Bel sur le gibet de Montfaucon le 22 mai 1323.
Vianne a été prise par les Français en 1337, reprise par les Anglais en 1340, puis de nouveau aux Français en 1342 et ainsi de suite jusqu'en 1442 où elle devint définitivement française. Les premiers combats pour le contrôle de Vianne ont eu lieu en 1295, pendant la guerre de Gascogne entre les maisons d’Armagnac et de Foix pour le contrôle de la vicomté de Béarn.
Le chapitre de la cathédrale Saint-Étienne d'Agen a succédé aux droits de Jourdain de l'Isle pour des raisons et à une date inconnue. En 1545 ou 1546, Henri II de Navarre, sire d'Albret et roi de Navarre exige que le syndic du chapitre de Saint-Étienne d'Agen lui rende hommage et lui présente un dénombrement de ce que le chapitre possède dans la juridiction de Vianne, ce qu'il refuse. Après un procès, une transaction est passée entre le chapitre et le sire d'Albret reconnaissant les droits du chapitre. Ces droits étaient différents à l'intérieur de la ville et dans le dex, et hors du dex. Le dex étant un petit espace ou tènement entourant les murs de la ville et faisant partie de la sauveté de la ville.
L'enceinte a été plusieurs fois réparée, jusqu'au XVIIIe siècle par crainte des maraudeurs.
En 1632, les habitants de Vianne ont dû s'opposer à des gueux qui voulaient de force loger dans la ville. Tous sont tués, leur chef est pris, amené et pendu à Bordeaux
Les droits du chapitre sur Vianne rapportant une faible rente, la coseigneurie de Vianne est vendue par le chapitre le 30 septembre 1747 au juge royal de Vianne, procureur domanial du sénéchal d'Aiguillon.
L'enceinte va se dégrader au XIXe siècle. Sa restauration va commencer à la fin du XIXe siècle par la porte sud. Les trois autres portes et les deux tours rondes ont été restaurées entre 1901 et 1909 sous la direction de l'architecte en chef des Monuments historiques Henri Rapine. La tour carrée du nord est restaurée entre novembre 2003 et février 2005 avec des pierres de Vianne, carrière de Roquefon. Des restaurations de moindre importances sont faites sur les tours rondes du Nord (de mars à décembre 1906) et de l'ouest (de septembre 1906 à mars 1908) et de la porte de l'ouest (de juin 1908 à août 1908). La porte du nord sera surélevée entre septembre et décembre 1909. La tour carrée du sud fait l'objet d'une nouvelle restauration en mai 1929. L'Eglise de Vianne, déjà réhabilitée en 1891 l'est à nouveau d'octobre 1912 à février 1913. 
L'ensemble de l'enceinte avec ses tours est classé au titre des monuments historiques le 12 juillet 1886,,.

## Description
L'enceinte de Vianne a la forme d'un pentagone irrégulier approchant du trapèze. Deux grandes rues se coupant à angle droit sur la place presque centrale donnent accès aux quatre portes de la bastide. La rue la plus longue mesure  575 mètres environ, l'autre 250 mètres.
L'enceinte mesure 1 250 m. Quatre tours rondes se trouvaient aux angles de l'enceinte, dont deux existent encore. On ne sait si le contrefort situé au sud était présent à l'origine, il porte la date de 1610 qui est assurément celle de sa construction ou de sa restauration. 

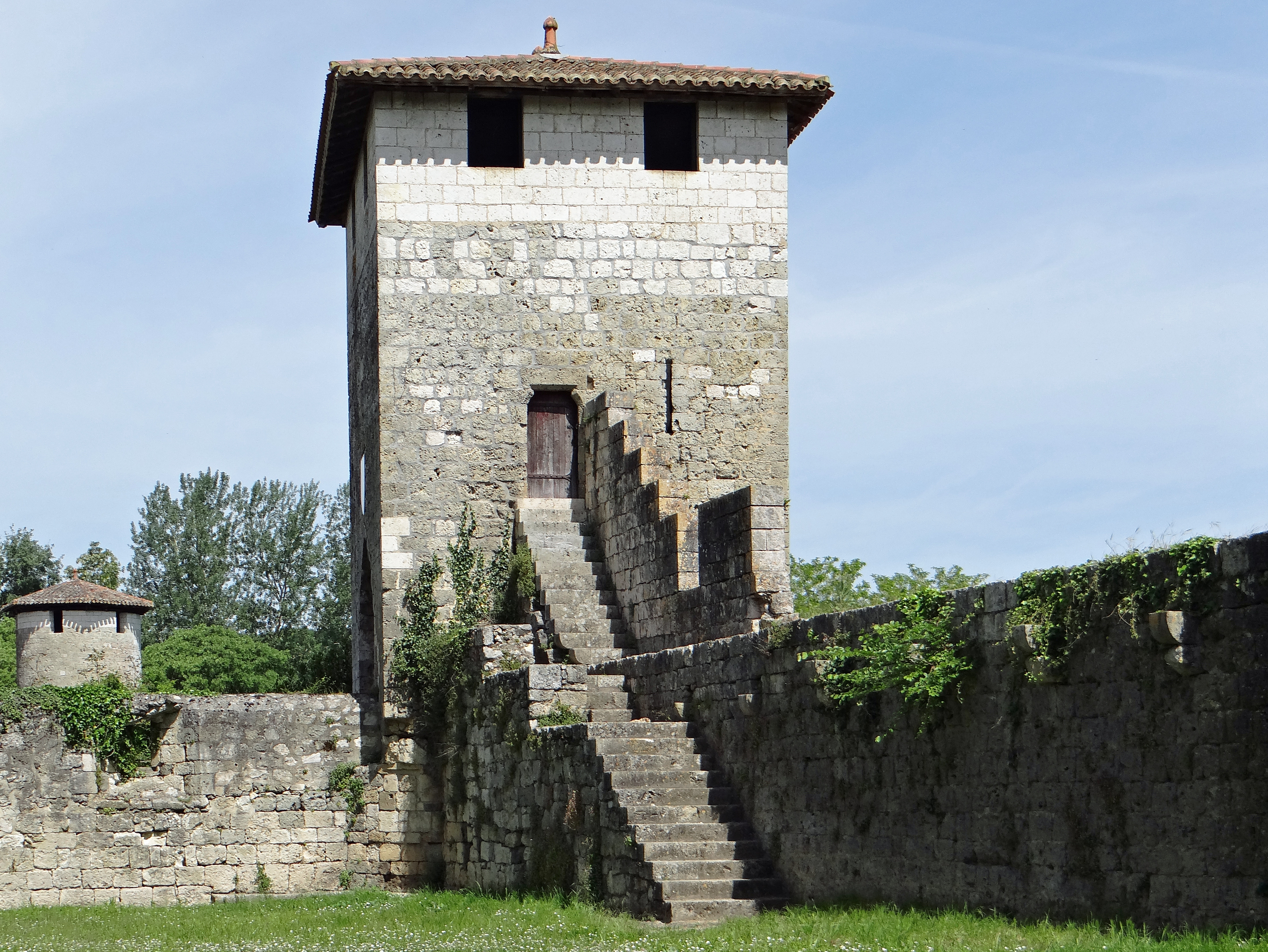
La porte est, côté intérieur
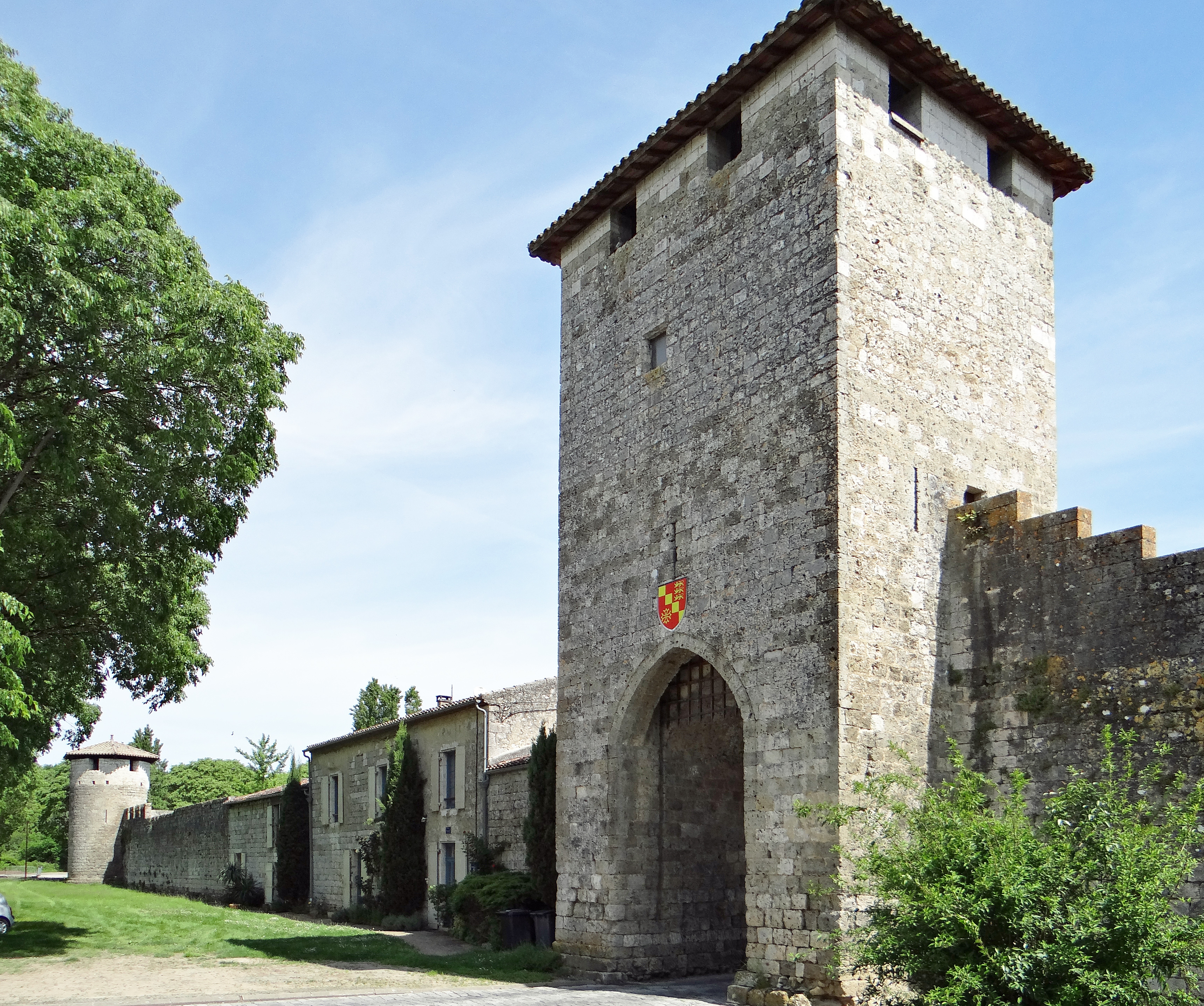
Rempart ouest, porte et tour ronde à l'angle nord-ouest
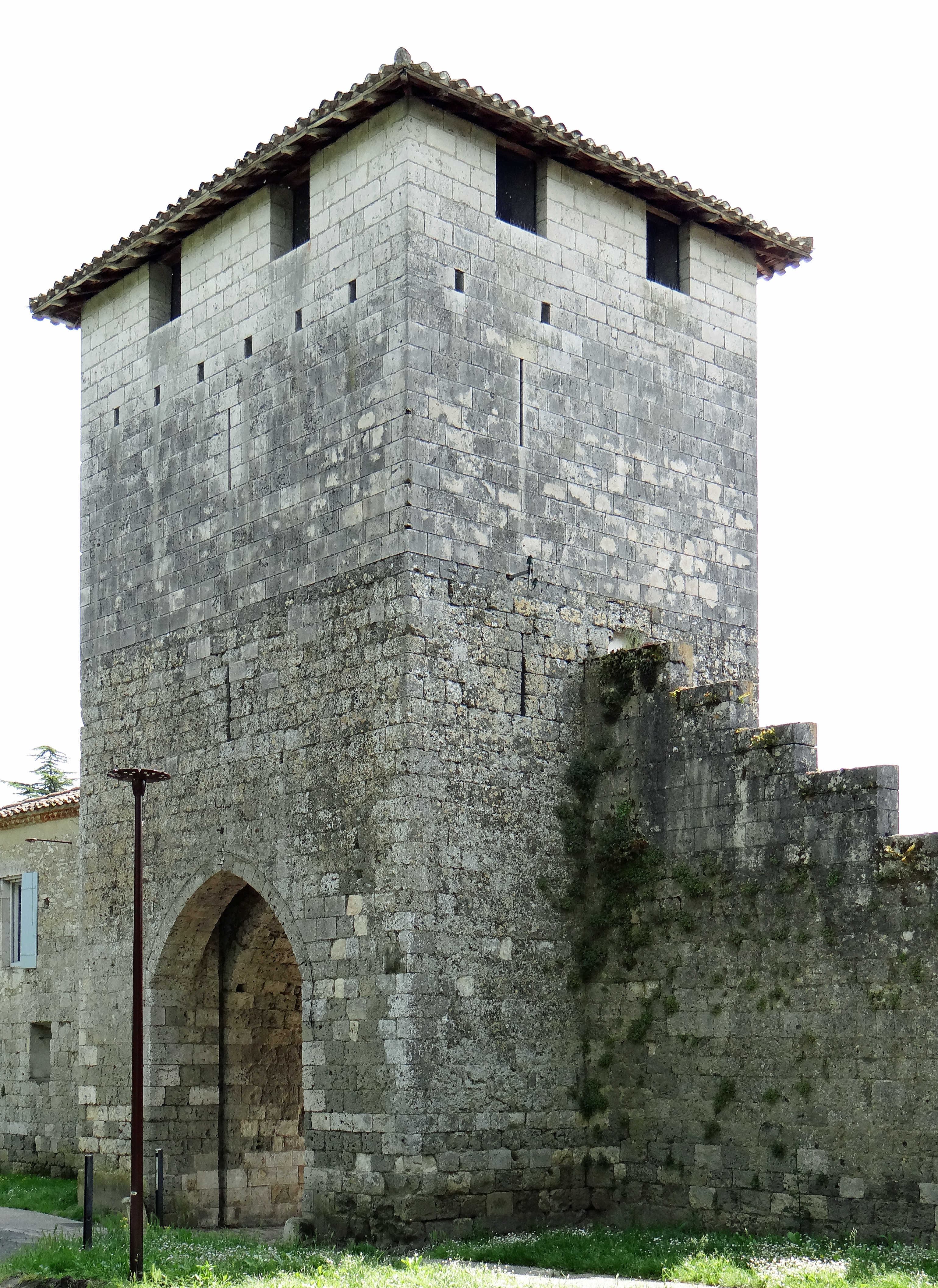
Porte nord
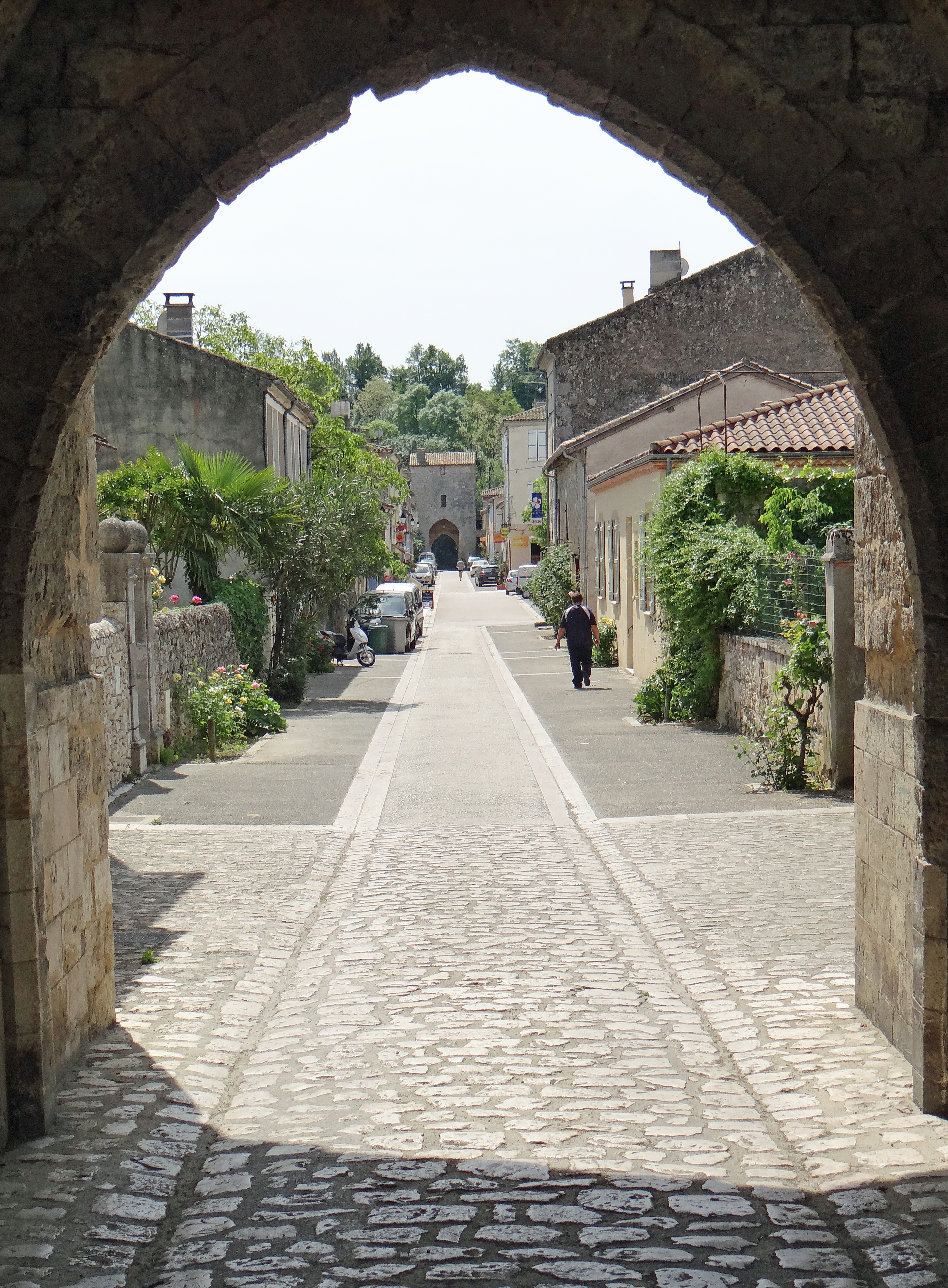
Rue transversale nord-sud
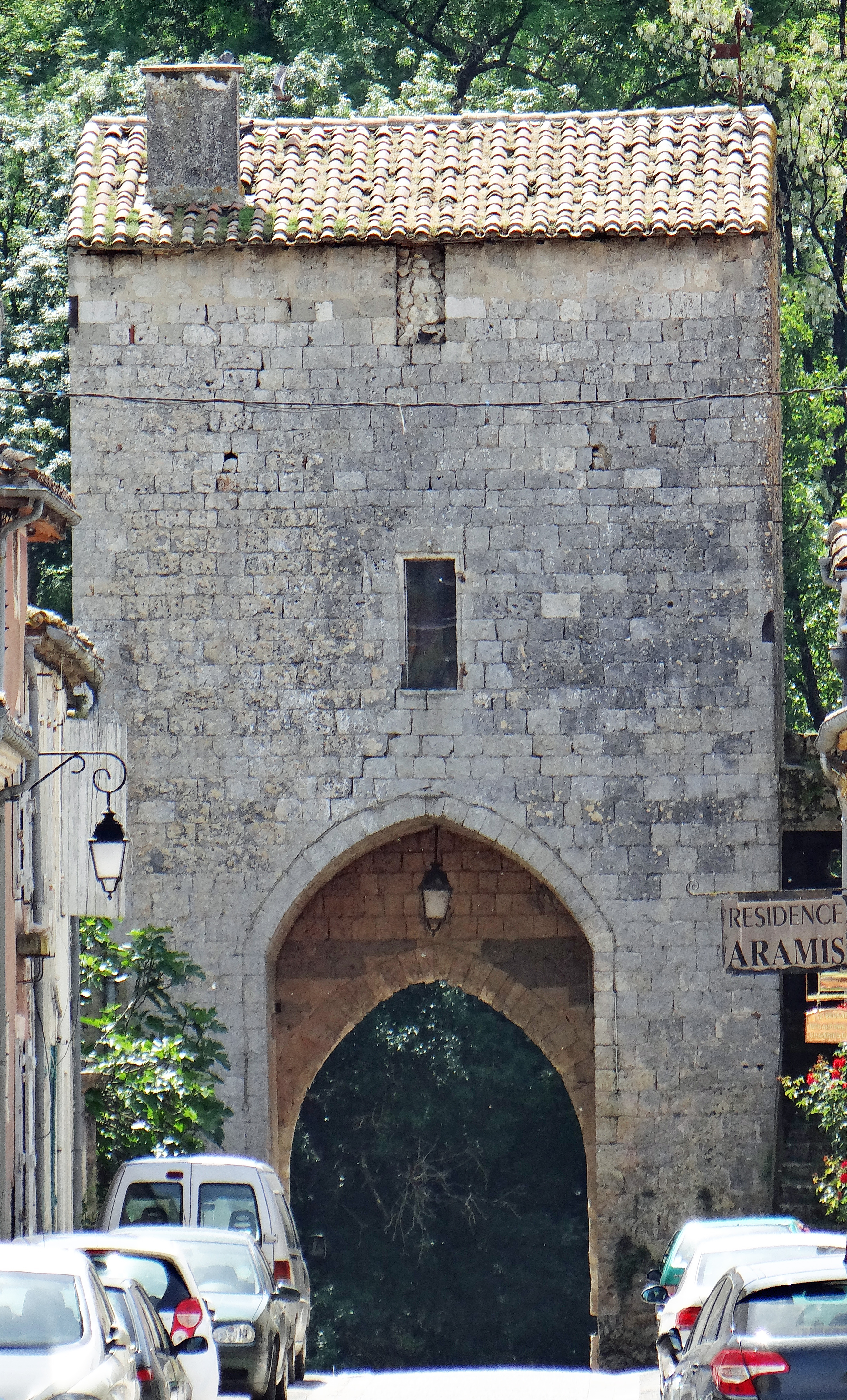
Porte sud